# Richard Burbage
Pour les articles homonymes, voir Burbage.
Richard Burbage (6 janvier 1568 – 13 mars 1619) est un acteur anglais.
Fils de James Burbage et frère cadet de Cuthbert Burbage, il est membre des Lord Chamberlain's Men, la troupe de William Shakespeare. Il est ainsi le premier interprète des rôles-titres de plusieurs pièces de Shakespeare, notamment Hamlet, Othello, Richard III, Le Roi Lear et de façon moins certaine Roméo et Juliette.